# Mouvement perpétuel
Pour les articles homonymes, voir Mouvement perpétuel (homonymie).

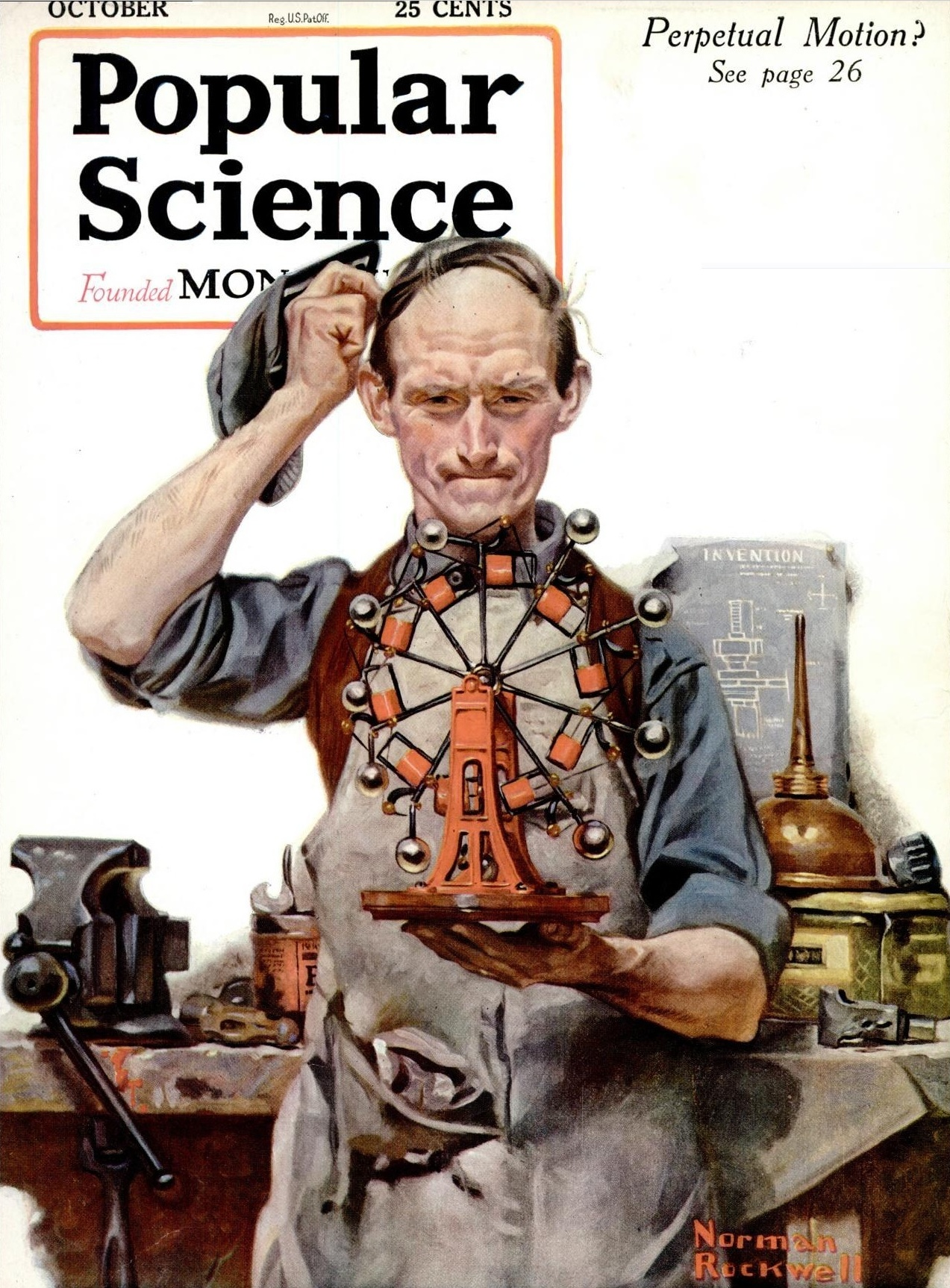
Mouvement perpétuel représenté par Norman Rockwell (1894-1978) dans le numéro d'octobre 1920 du magazine Popular Science. Bien qu'il ait été établi comme impossible selon les lois de la physique, le mouvement perpétuel continue de stimuler la créativité des inventeurs.

Le mouvement perpétuel désigne l'idée d'un mouvement (généralement périodique), au sein d'un système, capable de durer indéfiniment sans apport extérieur d'énergie ou de matière, ni transformation irréversible du système.
Depuis la Renaissance, des inventeurs, ignorant les principes de la mécanique, ont tenté de construire des systèmes mécaniques aptes à perpétuer leur mouvement, pensant qu'ils pourraient constituer une source illimitée de travail.
Leurs mécanismes ne pouvaient fonctionner conformément à leurs espérances, car les connaissances techniques de l'époque ne permettaient guère de réduire de façon significative les phénomènes de frottement entre les pièces fixes et pièces mobiles.
Un mouvement perpétuel ne peut pas devenir une source d'énergie. En effet, cela revient à en consommer sans en avoir ajouté, alors que d'après le premier principe de la thermodynamique, l'énergie ne peut être ni créée, ni détruite, mais uniquement transformée. L'obtention d'un « moteur perpétuel » source d'un mouvement perpétuel est donc impossible. Pour créer de l’énergie, il faudrait qu’un mouvement perpétuel produise également une accélération perpétuelle de son mouvement, à défaut de quoi il ne peut être source d’autre énergie que celle de son propre mouvement.

## Histoire
Dans le monde antique, le mouvement perpétuel est la qualité première des astres, du monde supralunaire et du divin. Cette distinction entre monde supralunaire et sublunaire sera mise à mal dès le Moyen Âge. La conception erronée du mouvement qui décrit le monde sublunaire inaugurée par Aristote induit que tout corps tend vers le repos. Le mouvement violent va toujours se consumant : « Nullum violentum potest esse perpetuum ». Un débat sur l'idée du mouvement perpétuel ne saurait dès lors pas se tenir.
L’impossibilité du mouvement perpétuel a été admise par Simon Stevin (1548-1620), puis par Galilée, comme un axiome propre à fonder certaines démonstrations de statique (clootcransbewijs). Ils avaient peut-être puisé leur confiance en cet axiome dans les théories de Girolamo Cardano qui, écrivant contre le perpetuum mobile, n'avait peut-être fait que résumer les quelques notes éparses de Léonard de Vinci. L’horloge qui se remonterait elle-même est une chimère ; toujours le poids qui possède la plus grande puissance motrice se mettra à descendre et, quand il sera parvenu au bas de sa course, l’horloge s’arrêtera ; de là, cette conclusion de Léonard de Vinci : « Contre le mouvement perpétuel. Aucune chose insensible ne pourra se mouvoir par elle-même ; par conséquent, si elle se meut, elle est mue par une puissance inégale, c’est-à-dire de temps et de mouvement inégaux, ou de poids inégal. Et le désir du premier moteur ayant cessé, aussitôt cessera le second. » L'argumentation de Léonard de Vinci et de Cardano est toujours tirée des principes de la dynamique péripatéticienne, que la mécanique moderne viendra bientôt balayer.
Une lettre de René Descartes (1596 - 1650) au Père Marin Mersenne du 13 novembre 1629 contient une première formulation de ce qui deviendra le principe d'inertie : « […] premièrement je suppose que le mouvement qui est une fois imprimé en quelque corps y demeure perpétuellement, s'il n'en est ôté par quelqu’autre cause […]. » Avec Descartes, le mouvement, au même titre que le repos, est un état. Cette nouvelle approche marque une rupture avec les conceptions scolastiques du mouvement. Dans une lettre à Christian Huygens en 1643 : « Sur quoi je considère que la nature du mouvement est telle que, lorsqu'un corps a commencé à se mouvoir, cela suffit pour faire qu'il continue toujours après avec même vitesse et en même ligne droite, jusqu'à ce qu'il soit arrêté ou détourné par quelqu'autre cause. » Le mouvement circulaire naît de ce que Christian Huygens appellera « vis centrifuga ». Les règles de la science du mouvement, pour la première fois mises en ordre par Galilée, Descartes ou Huygens ouvriront définitivement la voie à l'organisation rationnelle de la mécanique par Isaac Newton (1643-1727).
En 1775, l'Académie royale des sciences de Paris prend le 3 mai la résolution « de ne plus examiner aucune solution des problèmes de la duplication du cube, de la trisection de l'angle, ou de la quadrature du cercle, ni aucune machine annoncée comme un mouvement perpétuel »,,,.

## Le mouvement perpétuel dans la nature

### Les électrons dans l'atome
Une représentation de l'atome est que les électrons tournent autour du noyau dans l'atome (modèle planétaire ou modèle de Rutherford) ; ceci est impossible car ils rayonneraient alors de l'énergie à l'image d'une antenne radio (cela se démontre à partir des équations de Maxwell) ; la mécanique quantique montre en fait que les électrons forment un « nuage électronique » autour du noyau, qui ne génère aucun rayonnement.

### Les planètes
À l'échelle humaine, la trajectoire des planètes semble être un mouvement perpétuel (les modifications de périodes sont détectables, mais vraiment très faibles).
Il est exact que le mouvement des planètes autour d'une étoile est perpétuel tant que le système ne subit pas de modification, mais ce n'est jamais le cas : la marée sur Terre dissipe à un taux de 3,75 térawatts l’énergie du système Terre/Lune, dont une partie, l'énergie marémotrice, peut être captée,. Ce genre de mouvement perpétuel (si on néglige les frottements) ne contredit pas les lois de conservation de l'énergie puisqu'il ne fournit pas de travail.
En apparence, l'utilisation de l'assistance gravitationnelle pour l'accélération d'engins spatiaux semble être une exception à la précédente phrase, mais l'énergie prélevée est négligeable pour un tel système (il est d'ailleurs totalement impossible de mesurer son impact sur le corps massif).
Dans le cas des systèmes réels, on ne peut pas prédire exactement combien de temps ils seront stables. Deux astres isolés seraient bien en mouvement perpétuel autour de leur centre de masse (voir problème à deux corps).

## Tentatives de machines à mouvements «perpétuels»

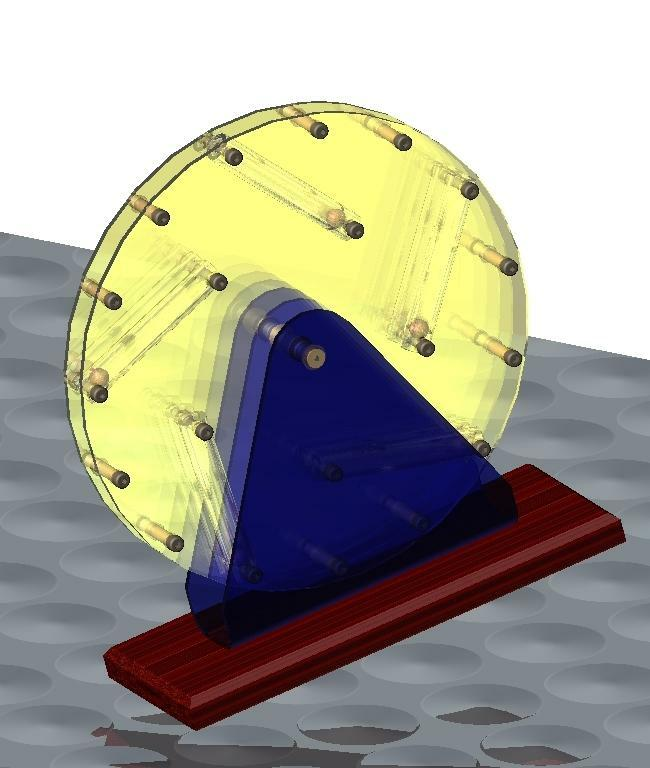
Johann Bessler a inventé cette roue en mouvement perpétuel : les cinq billes se déplacent à l'intérieur des tubes provoquant ainsi un nouveau déséquilibre qui entretient le mouvement. C'est pendant ce basculement que l'énergie est en partie perdue (par frottement).

Il est ici question d'avoir une machine ayant un mouvement cyclique, donnant plus d'énergie qu'elle n'en reçoit, pour une utilisation comme moteur. Sachant que la montée et la descente cyclique d'un poids ou d'un flotteur ne donnent pas d'énergie, que la compression et la décompression cyclique d'un ressort non plus, il est évident que de telles machines sont impossibles. L'argument de la résonance ne tient pas non plus, car la résonance ne crée pas non plus d'énergie.
L'un des premiers écrits décrivant une roue à mouvement perpétuel est attribué à Bhāskara II, mathématicien indien (1114 - 1185). Elle aurait comporté des tubes remplis de liquide, mais sa forme n'est pas réellement connue,[source insuffisante].
Le premier schéma que l'on connaisse sur la manière de produire un mouvement perpétuel est donné par le carnet de croquis de Villard de Honnecourt, Planche IX, annoté de cette manière : « Maint ior se sunt maistre dispute de faire torner une ruee par li seule Ves ent ci con en puet faire par mailles non pers ou par vif argent. » (« Maints jours se sont maitres disputés pour faire tourner une roue par elle seule. Voici comment on peut le faire par maillets non pairs ou par vif argent. »).
Léonard de Vinci propose quelques candidats au mouvement perpétuel, petits croquis rapidement jetés sans commentaires. Toutefois, comme exposé précédemment, Léonard savait le mouvement perpétuel impossible.
Johann Bessler (1681-1745) propose un tambour plein creusé de cavités dans lesquelles des poids basculent, en entraînant la roue. La forme des cavités est conçue de telle manière que les poids se rapprochent de l'axe de rotation lors de la montée et s'en éloignent à la descente. Mais un calcul rigoureux appliquant les lois de Newton (énoncées en 1687) montre que la roue ne peut gagner de vitesse de rotation, seulement retrouver la même vitesse au bout d'un tour, en supposant qu'il n'y ait aucun frottement (ni dans l'axe de rotation, ni dans le déplacement des billes), ce qui est totalement irréalisable.
La roue à bascules la plus célèbre a été construite par le marquis de Worcester, qui en fit la démonstration à Charles Ier d'Angleterre en 1638 : elle mesurait 4,30 m de diamètre et comportait quarante poids de 23 kg. Le seul poids de la roue était ainsi considérable, si bien que sa seule inertie lui permettait de rester en rotation pendant un temps assez long, donnant l'illusion d'un mouvement perpétuel[réf. nécessaire].

### Utilisation comme moteur
Un vieux rêve pour disposer d'une énergie gratuite est d'utiliser une roue en rotation perpétuelle (dont on aurait réussi à maintenir les frottements mécaniques à un niveau négligeable) comme source d'énergie électrique par induction électromagnétique, c'est-à-dire placer une dynamo sur une roue à mouvement perpétuel. Mais on montre que la force de Laplace se comporte alors exactement comme une force de frottement. L'énergie électrique fournie au total (une fois la roue arrêtée) correspond alors exactement à l'énergie cinétique fournie par l'utilisateur à l'origine (et encore, idéalement : même dans le meilleur système envisageable, il faut retirer les pertes et les frottements).

### Machines à pseudo-mouvement perpétuel
Des mécanismes peuvent donner l'illusion du mouvement perpétuel. En fait le mouvement est toujours entretenu par une source d'énergie plus ou moins difficile à déceler.
En 1643, Kircher imagine un système théorique de mouvement perpétuel à principe magnétique. Le montage comprend un aimant en hauteur et une sorte de tuyau en forme de rapporteur avec une bille dedans. La bille est censée monter la rampe jusqu'en haut et tomber dans un trou pour revenir en bas et recommencer. L'expérience ne fonctionne évidemment pas, car si l'aimant est suffisamment puissant pour faire monter la bille, alors il ne la relâche plus ensuite et elle reste bloquée en position haute.
Dans les années 1760, l'horloger James Cox invente une pendule à balancier qui n'a pas besoin d'être remontée. En réalité son ingénieux mécanisme utilise une source d'énergie cachée : les variations de la pression atmosphérique. C'est en effet une colonne de mercure qui entretient le mécanisme. L'horloge de Beverly, utilisant des principes proches, n'a pas été remontée depuis 1864. Les pendules Atmos de l'horloger Jaeger-LeCoultre fonctionnent selon un principe similaire.
Les petits moteurs à eau utilisent l'évaporation de l'eau pour créer l’énergie nécessaire au mécanisme d'une horloge. Cette évaporation provoque un refroidissement, la faible différence de température suffit à faire fonctionner un petit moteur thermique (moteur Stirling par exemple). C'est également le principe utilisé dans l'oiseau buveur.

### Machines perpétuelles de deuxième ordre
Les machines décrites précédemment sont des machines de premier ordre, violant le premier principe de la thermodynamique. Des machines de deuxième ordre violeraient le deuxième principe de la thermodynamique. Par exemple, on pourrait imaginer un bateau prélevant de l'eau de mer, récupérant son enthalpie de fusion pour se mouvoir, et rejetant à la mer la glace obtenue.
Des exemples de violation apparente du second principe sont le démon de Maxwell ou encore la roue à rochet et cliquet de Feynman. De tels mécanismes sont censés pouvoir transformer de la chaleur en travail au cours d'un cycle monotherme. Ils posent donc la question de la validité du second principe (c’est-à-dire l'hypothèse de croissance monotone de l'entropie macroscopique des systèmes « isolés »). En fait, ces deux mécanismes ne permettent nullement de démontrer que le second principe n'est pas respecté. En effet, la baisse d'entropie du gaz réalisée par l'action du démon de Maxwell par exemple (en ouvrant et fermant au bon moment une petite porte ménagée dans une cloison séparant un réservoir de gaz en deux compartiments étanches) est possible sans violation du second principe de la thermodynamique. Compte tenu de l'équivalence entropie macroscopique/manque d'information d'un observateur macroscopique, il suffit, pour respecter l'hypothèse de croissance monotone de l'entropie des systèmes « isolés », que cette baisse d'entropie du gaz s'accompagne d'une perte supérieure ou égale de l'information détenue par le démon sur l'état du gaz et sur son propre état.
On sait donc aujourd'hui que l'expérience de pensée correspondant au démon de Maxwell ne permet pas d'invalider l'hypothèse selon laquelle le second principe de la thermodynamique présenterait un caractère fondamental. Les physiciens ont aujourd'hui cessé de chercher des exceptions à la première loi de la thermodynamique et ne croient guère qu'il soit possible, à l'avenir, de violer la seconde loi de la thermodynamique grâce à des progrès en nanotechnologies.

### Fiction

#### Littérature
- Le roman La Nuit des temps de René Barjavel met en scène une civilisation perdue pour laquelle le mouvement perpétuel n'a pas de secret.

#### Cinéma
- Dans Algol réalisé par Hans Werckmeister en 1920, le personnage principal se voit confier une machine qui peut lui fournir une source illimitée d'énergie.
- Dans L'Extravagant Voyage du jeune et prodigieux T. S. Spivet, écrit, produit et réalisé par Jean-Pierre Jeunet, sorti en 2013, le jeune héros invente une machine à mouvement perpétuel, qui n'en est pas réellement une, puisqu'elle est entretenue par la force magnétique, qui ne peut pas être utilisée pour produire de l'énergie.